# Épithélium dentaire réduit
 (avril 2022).
L' épithélium dentaire réduit, parfois appelé épithélium adamantin réduit, recouvre une dent en développement et est formé de deux couches : une couche de d'améloblastes (provenant de l'épithélium dentaire interne) et la couche adjacente de cellules cuboïdes (provenant de l'épithélium dentaire externe) de la lame dentaire . Au fur et à mesure que les cellules de l'épithélium réduit de l'émail dégénèrent, la dent fait son éruption dans la cavité buccale. La dégénérescence de l'épithélium réduit de l'émail est aussi à l'origine de la création de également l'attache épithéliale de la gencive au collet de la dent, structure appelée l'épithélium jonctionnel.
L'épithélium dentaire réduit se compose de :
- Épithélium interne de l'émail
- Épithélium externe de l'émail